# メラノスタチン
メラノスタチン(Melanostatin)は、オキシトシンの切断により生じる内在性ペプチド断片であるが、体内でオキシトシンとは異なる活性を示す。Pro-Leu-Gly-NH2の配列のトリペプチドである。Melanocyte-inhibiting factor(MIF-1)とも言う。オピオイド受容体の活性化の影響を阻害すると同時にドーパミン受容体D2及びD4の正のアロステリック調節因子となり、またαメラニン細胞刺激ホルモン等の他の神経ペプチドの放出阻害、メラトニン活性の増強などの活性により、様々な効果を示す。
メラノスタチンの投与は、この複雑な作用の組み合わせによって、抗うつ薬、スマートドラッグ、抗パーキンソン病薬としての効果を示し、様々な医療用途で研究が行われている。血中での代謝に耐性を持ち、血液脳関門を容易に通過するが、経口では効果が弱く、注射で投与される。重要な作用を持つ、密接に関連した他のペプチドとしては、Tyr-MIF-1やエンドモルフィン-1及び-2等がある。